# Eduardo Cubells
Eduardo Cubells Ridaura, nacido y fallecido en Valencia, España, el 17 de enero de 1900 y 13 de marzo de 1964 respectivamente, fue un jugador de fútbol español. Destacó en el Valencia CF.

## Trayectoria deportiva
Nació en el barrio de Algiros, Cubells empezó a jugar a fútbol en algunos de los primeros equipos ya desaparecidos que había en Valencia como el Deportivo Español o el Rat-Penat para pasar al Valencia CF cuando este se fundó. Va jugar breve mente en el Sevilla FC cuando se mudó a esa ciudad con su familia pero regresaría pronto a la disciplina del Valencia.
Se convirtió en uno de los primeros ídolos de Mestalla junto a Arturo Montesinos "Montes" con el que tenía una gran amistad aunque la afición se dividía en "cubellistas" o "montistas".

## Selección
Se convirtió en el primer jugador de Valencia CF en jugar con la selección española debutando el 17 de mayo de 1925 en un partido contra Portugal, llegó a disputar 5 partidos y marcó un gol con la selección.